# We Will Rock You
Pour l’article homonyme, voir We Will Rock You (comédie musicale).
Singles de Queen
Long Away
(1978) Spread Your Wings
(1978)
We Will Rock You est une chanson du groupe britannique Queen, sortie en single en 1977, avec We Are the Champions comme face A, titre avec lequel il s'enchaîne sur l'album. Écrite par Brian May, elle est extraite de l'album News of the World sorti la même année.
We Will Rock You a souvent été associée avec We Are the Champions dans les concerts du groupe. Elle reste l'une des chansons les plus populaires du groupe, souvent jouée à l'occasion de compétitions sportives, et a été de nombreuses fois reprise ou remixée par divers artistes.

## Historique
We Will Rock You et We Are the Champions sont toutes deux écrites en réponse à un concert du groupe qui s'est déroulé à Stafford en 1977. À la fin de ce concert, au lieu d'applaudir, le public s'est mis à chanter You'll Never Walk Alone, hymne de supporteurs notamment du Liverpool Football Club, ce qui a stupéfié et secoué émotionnellement les membres du groupe. Ceux-ci décident donc d'écrire des hymnes pouvant être repris en chœur par la foule. Brian May compose We Will Rock You en partant de cette idée, créant une chanson simple qui peut être facilement reprise. En dehors d'un solo de guitare de trente secondes de Brian May, la chanson, d'une durée de deux minutes, est interprétée A cappella avec deux frappements de pieds et un claquement de mains suivis d'une pause pour marquer le rythme sur une mesure à quatre temps. Le refrain est « We will, we will rock you » (« On va vous secouer ») répété deux fois.
Le groupe utilise la technique du re-recording pour enregistrer les frappements de pieds et claquements de mains, ainsi qu'un effet de chambre d'écho pour donner l'impression que beaucoup de personnes participent. Une boucle est réalisée pour répéter trois fois la dernière phrase du solo de guitare de Brian May.
La chanson est étroitement associée à We Are the Champions. Elles sont les deux premières pistes de l'album News of the World, elles sont sorties ensemble en 45 tours en tant que double single le 7 octobre 1977 et le groupe les joue l'une à la suite de l'autre pour clore ses concerts. Peu après la sortie de l'album, les radios ont elles aussi souvent pris l'habitude de les diffuser l'une à la suite de l'autre. Une version de la chanson avec un tempo plus rapide est aussi souvent interprétée par le groupe au début de leurs concerts, comme on peut s'en apercevoir sur les albums Live Killers, Queen Rock Montreal et Queen on Fire: Live at the Bowl.

## Postérité
La chanson figure à la 338e place de la liste des 500 plus grandes chansons de tous les temps du magazine Rolling Stone révisée en 2010. Elle est entrée au Grammy Hall of Fame en décembre 2008.

## Classements et certifications
| Pays             | Meilleure position |
| ---------------- | ------------------ |
| Allemagne        | 13                 |
| Autriche         | 12                 |
| Belgique         | 10                 |
| Canada           | 3                  |
| États-Unis       | 4                  |
| France           | 1                  |
| Irlande          | 3                  |
| Norvège          | 6                  |
| Nouvelle-Zélande | 8                  |
| Pays-Bas         | 2                  |
| Royaume-Uni      | 2                  |
| Suède            | 14                 |

| Pays             | Ventes      | Certifications |
| ---------------- | ----------- | -------------- |
| Allemagne (BVMI) | 250 000 +   | Or             |
| États-Unis       | 4 000 000 + | 4 × Platine    |
| France           | 500 000 +   | Or             |
| Italie (FIMI)    | 50 000 +    | Platine        |
| Royaume-Uni      | 600 000 +   | Platine        |

En 2021, quatre chansons de Queen dépassant chacune le milliard d'écoutes cumulées — du site de streaming musical Spotify : Another One Bites the Dust , Bohemian Rhapsody , Don't Stop Me Now (no 7) et Under Pressure.
We Will Rock You dépasse cette barre symbolique début 2023.

## Reprises et remixes

### Version Five + Queen
Singles par Five
Don't Wanna Let You Go
(2000) Let's Dance
(2001)
Singles par Queen
Under Pressure (Rah Mix)
(1999) Flash (Vanguard Mix)
(2003)
Le boys band britannique Five reprend We Will Rock You avec la collaboration de Brian May et Roger Taylor et cette version s'est classée au sommet des ventes de singles au Royaume-Uni. Le titre est présent sur l'album Invincible (1999) et sort en single en 2000.
Liste des titres
 Royaume-Uni - CD1
1. We Will Rock You (Radio Edit) – 3:08
2. Keep on Movin’ (The Five-A-Side Mix) – 3:32
3. We Will Rock You (clip) – 3:08

 Royaume-Uni - CD2
1. We Will Rock You (Radio Edit) – 3:08
2. Invincible Megamix (avec We Will Rock You) – 4:19
3. Invincible Megamix (clip) – 4:19

 Royaume-Uni - single cassette
1. We Will Rock You (Radio Edit) – 3:08
2. Keep on Movin’ (The Five-A-Side Mix) – 3:32
3. Invincible Megamix (avec We Will Rock You) – 4:19

 Europe - CD single
1. We Will Rock You (Radio Edit) – 3:08
2. Invincible Megamix (sans We Will Rock You) – 3:43
3. We Will Rock You (clip) – 3:08

### Autres versions
La chanson est reprise de nombreuses fois et est fréquemment diffusée à l'occasion de compétitions sportives. Le groupe Warrant l'a reprise pour la bande originale du film Gladiateurs. En 1997, le producteur Rick Rubin remixe la chanson, dans une version intitulée The Rick Rubin "Ruined" Remix.
Dans le film Chevalier (2001), la foule reprend le titre, de façon volontairement anachronique, lors du premier tournoi de joutes, un héraut jouant le solo final à la trompette. Le double frappement de pieds suivi du claquement de mains a été repris par Queen + Paul Rodgers pour la chanson Still Burnin’ de l'album The Cosmos Rocks (2008). Le groupe Daft Punk l'a remixé avec son propre titre Robot Rock pour le jeu vidéo DJ Hero, sorti en 2009, sous le titre We Will (Robot) Rock You. Un mashup de We Will Rock You et I Want It All est réalisé par Armageddon, ancien membre du groupe Terror Squad, pour la bande originale du film Sucker Punch (2011)[réf. nécessaire].
Elle est interprétée par Axl Rose à l'occasion du concert Freddie Mercury Tribute. U2 l’interprète lors de plusieurs concerts de sa tournée PopMart Tour. Nirvana l’interprète au Brésil en remplaçant le refrain par « We will fuck you ». Anastacia l’interprète avec May et Taylor lors du concert 46664 au Cap en 2003. My Chemical Romance la joue avec Brian May lors du Reading Festival 2011. Jessie J l’interprète avec May et Taylor lors de la cérémonie de clôture des Jeux olympiques d'été de 2012.
La chanson figure sur l'album Live Around the World (2020) de Queen + Adam Lambert.